# Erhard Weigel
Erhard Weigel (Weiden, 16 de dezembro de 1625 — Jena, 21 de março de 1699) foi um matemático, astrônomo e filósofo alemão.

## Biografia
Weigel formou-se na Universidade de Leipzig. De 1653 até sua morte, ele foi professor de matemática na Universidade de Jena. Ele foi o professor de Leibniz no verão de 1663, e de outros alunos notáveis. Ele também trabalhou para tornar a ciência mais amplamente acessível ao público, e o que hoje seria considerado um divulgador da ciência.
Ele concordou com o "Calendário Mittel" de Jakob Ellrod, e com a defesa de Leibniz e outros, de que a data da Páscoa deveria ser baseada na medição astronômica do equinócio da primavera e da próxima lua cheia. Ele acompanhou Jakob Ellrod até a Dieta Imperial em Regensburg para defender o uso do Calendário Mittel ou do Novo Calendário Gregoriano.

### Linha do tempo
- 1625 nasceu em Weiden in der Oberpfalz, filho do fabricante de roupas Michael Weigel e Anna Weigel
- 1627–1628 apreensões do Alto Palatinado por tropas imperiais começando com recatolicização; fuga da família Weigel de Wunsiedel para Markgrafschaft Ansbach-Bayreuth
- 1638–44 anos da adolescência na escola primária em Wunsiedel
- 1644–1646 Escola secundária luterana em Halle (Saale) e atividade simultânea com o astrônomo Bartholomäus Schimpfer, que lhe ensina matemática
- 1646 retorno temporário a Wunsiedel; instrução de matemática e astronomia com o arquidiácono Jakob Ellrod
- 1647-50 estudos na Universidade de Leipzig
- 1650 MA em filosofia: De ascensionibus et descensionibus astronomicis dissertatio (Dissertação astronômica sobre nascentes e cenários )
- 1652 habilitação em Leipzig com Dissertatio Metaphysica Prior (De Existentia); Dissertatio Metaphysica Posterior (De Modo Existentiae, qui dicitur Duratio)
- 1653 posto como professor de matemática em Jena
- 1653 (16 de julho) começa as palestras De Cometa Novo (a respeito do cometa de dezembro de 1652)
- 1653 (12 de setembro) casa-se com Elisabeth Hartmann (uma viúva)
- 1654 nomeação como Stipendiarorum et Alumnorum Inspector (supervisão do Collegium Jenense)
- 1658 publica a análise Aristotelica ex Euclide restituta, genuinum sciendi modum, & nativam restauratae Philosophiae faciem per omnes disciplinas & facultates ichnographicè depingens; o trabalho o coloca em conflito com a faculdade de filosofia
- 1660 publica Theodixis Pythagorica (edição revisada de 1675)
- 1661 publica Himmelsspiegels (Speculum Uranicum / Aquilae Romanae Sacrum ...)
- 1663 Gottfried Wilhelm Leibniz, estuda um semestre em Jena, entre outros com Erhard Weigel
- 1664 publica do Speculum Temporis Civilis, contendo explicação do calendário
- 1665 publica Speculum Terrae
- 1667–1670 A casa de Weigel, em Jena, por sua vez, tem notáveis instalações técnicas internas - entre outras, um elevador e um cano de água
- 1669 publica Idea Matheseos Universae cum Speciminibus Inventionum Mathematicarum
- 1673 publica Universi Corporis Pansophici Caput Summum
- 1673 publica Tetractys, Sumum eum Arithmeticae eum Philosophiae discursivae Compendium
- 1674 publica uma descrição aritmética da moral Arithmetische Beschreibung der Moral-Weissheit von Personen und Sachen worauf das gemeine Wesen bestehet
- 1679 O trabalho de Weigel sobre "o mistério da Santíssima Trindade demonstrado desde o princípio da geometria", o coloca em conflito com a faculdade de teologia e ele é forçado a retratar seu trabalho
- 1683 esposa Elisabeth morre
- Conselheiro imperial nomeado 1688
- 1691 vai à Inglaterra para descrever os resultados da pesquisa para a Royal Society, mas só chega à costa onde o clima impede a travessia do Canal da Mancha
- 1691 visita o naturalista holandês Christiaan Huygens em sua propriedade
- 1693 publica Philosophia Mathematica, Theologia Naturalis Solida
- 1695 torna-se chanceler da Universidade de Jena
- 1699 morre em Jena

(Fonte:)

## Legado
Weigel foi indiscutivelmente um dos primeiros detentores de doutorado alemães.
Através de Leibniz, Weigel é o antepassado intelectual de uma longa tradição de matemáticos e físicos matemáticos que conecta um grande número de profissionais até hoje (ver Genealogia acadêmica de físicos teóricos: Erhard Weigel). The Mathematics Genealogy Project lista mais de 50 000 "descendentes" de Weigel, incluindo Lagrange, Euler, Poisson e vários detentores da Medalha Fields.
A cratera Weigel na Lua leva o seu nome. Em 1999, um colóquio foi realizado em Jena no 300º aniversário de sua morte.

## Publicações
Edições dos séculos XVII e XVIII
- Erhard Weigel, Bonde Humer, Georg Albert Wahler: Erhardi Weigelii, Consil. Caesar. & Palat. Senioris Prof. Publ. Compendium Logisticae. Jenae 1706, (cópia digital)
- Erhard Weigel: Entwurff Der Conciliation Deß Alten und Neuen Calender-Styli, Welchergestalt solche im Nov. Anno 1699. anzustellen ist/ und hierauf im folgenden Monat/ und neuem Seculo, der neue Conciliirte Stylus in beständiger Harmonie fortwähren kan. Franckfurt, Regenspurg 1698, (cópia digital)
- Erhard Weigel: Extract Aus der Himmels-Kunst, vor iederman, Der nicht Profession vom Himmel machen, Gleichwohl aber seine Wohnung mitten in dem Himmel gerne kennen lernen will : recht kurzer Designation der nutzbaren Vortrefflichkeit Heraldischer Himmels-Globen, zu der Unterweisung wahrer Welt-Weißheit. Jena 1698, (cópia digital)
- Erhard Weigel: Rechenschafftliches General Prognosticon auf künfftige Zeiten : welches in Norden vor diesem gedruckt; nun aber nachdem der Fried, GOtt Lob, erfolgt, von neuem aufgelegt worden, weil dergleichen in viel hundert Jahren nicht geschehen, daß nicht solte ie ein Christlicher Potentat wider den andern Krieg geführt haben wie anietzo. Jena 1698, (cópia digital)
- Erhardi Weigelii, P.P.: Cosmologia : Nucleum Astronomiae & Geographiae, ut & Usum Globorum, tum vulgarium, tum novis adornationibus & compendiis instructorum, quos inde dixeris Globos Corrector & Perpetuos, succincte tradens. Jena 1695 & 1680, (cópia digital | cópia digital)
- Erhard Weigel: Paedagogiae Mathematicae ad Praxin Pietatis, Fundamenta & Principia. Coburg 1694, (cópia digital)
- Erhard Weigel: Philosophia mathematica, theologia naturalis solida, per singulas scientias continuata universæ Artis Inveniendi prima stamina complectens. Jena 1693, (cópia digital | cópia digital)
- Erhard Weigel, Johann Elias Reichart: Erhardi Weigelii Genealogiam Matheseos : cum arbore consanguinitatis inter eam atque disciplinas reliquas & facultates. Jena 1691, (cópia digital)
- Erhard Weigel: Coelum heraldicum, quod, rejecta structurae veteris absurditate, cognitu tanto facilius, foedam paganorum idololatriam in Christianos huc usque redundantem, armis Europæorum statuvvm supprimit... Jena 1688, (cópia digital)
- Erhardi Weigelii Cons. Palat. Mathem. Prof. Publ.: Wienerischer Tugend-Spiegel. Nürnberg 1687, (cópia digital)
- Erhardi Weigelii, Consil. Palat. Solisbac. Mathem. P.P.: Idea Matheseos Universae. Jenae 1687, (cópia digital)
- Erhardi Weigelii P. P.: kurtze Beschreibung der verbesserten Himmels- und Erd-Globen. Jena 1681, (cópia digital)
- Erhardi Weigelii, P. P.: Cosmologia. Jena 1680, (cópia digital)
- Erhard Weigel: Arithmetische Beschreibung der Moral-Weißheit von Personen und Sachen: Worauf das gemeine Wesen bestehet/ Nach der Pythagorischen CreutzZahl in lauter tetractysche Glieder eingetheilet. Jena 1674, (cópia digital)
- Erhard Weigel: Pendulum ex Tetracty deductum. Jena 1674, (cópia digital)
- Erhardi Weigelii Artium Architectonicarum Supremi Directoris, & Prof. Publ.: Tetractys. Summum tum Arithmeticae tum Philosophiae discursivae Compendium, Artis Magnae Sciendi genuina Radix. Jenae 1673, (cópia digital)
- Erhard Weigel: Bequeme Feld-Kutzsche. Jena 1673, (cópia digital)
- Erhardi Weigelii P. P.: Unmaßgeblicher Vorschlag zur Rettung in Feuers-Gefahr. Jena 1672, (cópia digital)
- Erhard Weigel: Neu-erfundener Hauß-Rath, so wohl zur Nothdurfft, als zur Lust und Bequemlichkeit zu gebrauchen. Jena 1672, (cópia digital)
- Erhardi Weigelii P. P.: Wasser-Schatz/ zur Rettung in Feuers-Gefahr/ sonst aber im Hauß zu Nutz und zur Belustigung zu gebrauchen. Jena 1671, (cópia digital)
- Erhardi Weigelii, Prof. Publ.: Idea Totius Encyclopaediae Mathematico-Philosoph. Jena 1671, (cópia digital)

Edições modernas
- Erhard Weigel: Werke (= Clavis Pansophiae 3,1-4). Hrsg. von Thomas Behme. 4 Bände. Frommann-Holzboog, Stuttgart-Bad Cannstatt 2003 ff., ISBN 978-3-7728-2358-9.
- Erhard Weigel: Gesammelte pädagogische Schriften. Hrsg. von Hermann Schüling (= relatórios e trabalhos da biblioteca universitária e do arquivo universitário Giessen, 19/1970). Universitätsbibliothek Gießen, Gießen 1970 (cópia digital).